# Água da Vida

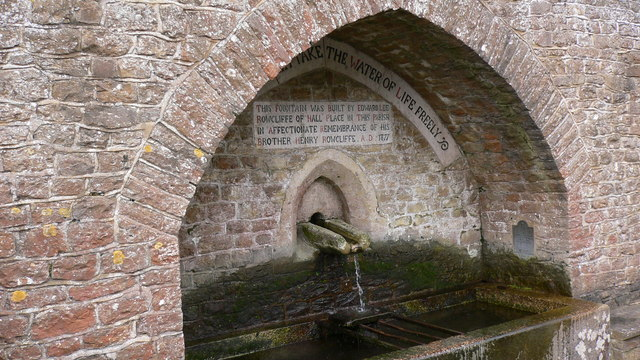
Em Hascombe, Surrey, na Inglaterra.

No cristianismo, o termo Água da Vida é utilizado no contexto de água viva, especificamente nas passagens do Apocalipse (Apocalipse 21:6 e Apocalipse 22:1), assim como no Evangelho de João. Nelas, o termo "Água da Vida" se refere ao Espírito Santo .
A passagem em João 4:10–26 é por vezes chamada de Discurso sobre a Água da Vida e estas referências no Evangelho de João são também interpretadas como sendo relacionadas à "Água da Vida" .
O termo também é utilizado quando a água é derramada durante as preces batismais ao Espírito Santo ("Dê-lhe o poder de se tornar a água da vida").

## Apocalipse

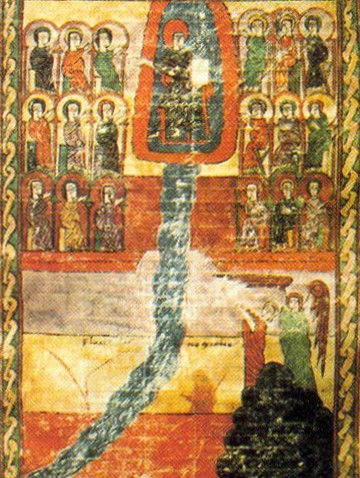
O "rio da água da vida" saindo do trono de Deus.
Iluminura do "Apocalipse de Urgell", nos arquivos da sé de Urgel, Espanha.

A referência à Água da Vida em Apocalipse 21:6 aparece no contexto da Nova Jerusalém e segue assim:
| “ | Disse-me ainda: Tudo está cumprido. Eu sou o Alfa e o Ômega, o princípio e o fim. Àquele que tem sede, eu lhe darei a beber gratuitamente da fonte da água da vida. | ” |

Em Apocalipse 22:1 aparece:
| “ | Mostrou-me um rio da água da vida, resplandecente como cristal, saindo do trono de Deus e do Cordeiro. | ” |

A referência no Apocalipse tem sido interpretada como se referindo ao Espírito Santo. O Catecismo da Igreja Católica, item 1137, considera que este seja "um dos mais belos símbolos do Espírito Santo".
O tema comum da sede pela Água da Vida no Apocalipse e no Evangelho de João pode ser sumarizado assim:
| Apocalipse 21:6                                                                       | João 7:37                                     | João 4:14                                                                                 |
| ------------------------------------------------------------------------------------- | --------------------------------------------- | ----------------------------------------------------------------------------------------- |
| ... Àquele que tem sede, eu lhe darei a beber gratuitamente da fonte da água da vida. | ... Se alguém tiver sede, venha a mim e beba. | ... a água que eu lhe der, virá a ser nele uma fonte de água que mana para a vida eterna. |

## Evangelho de João

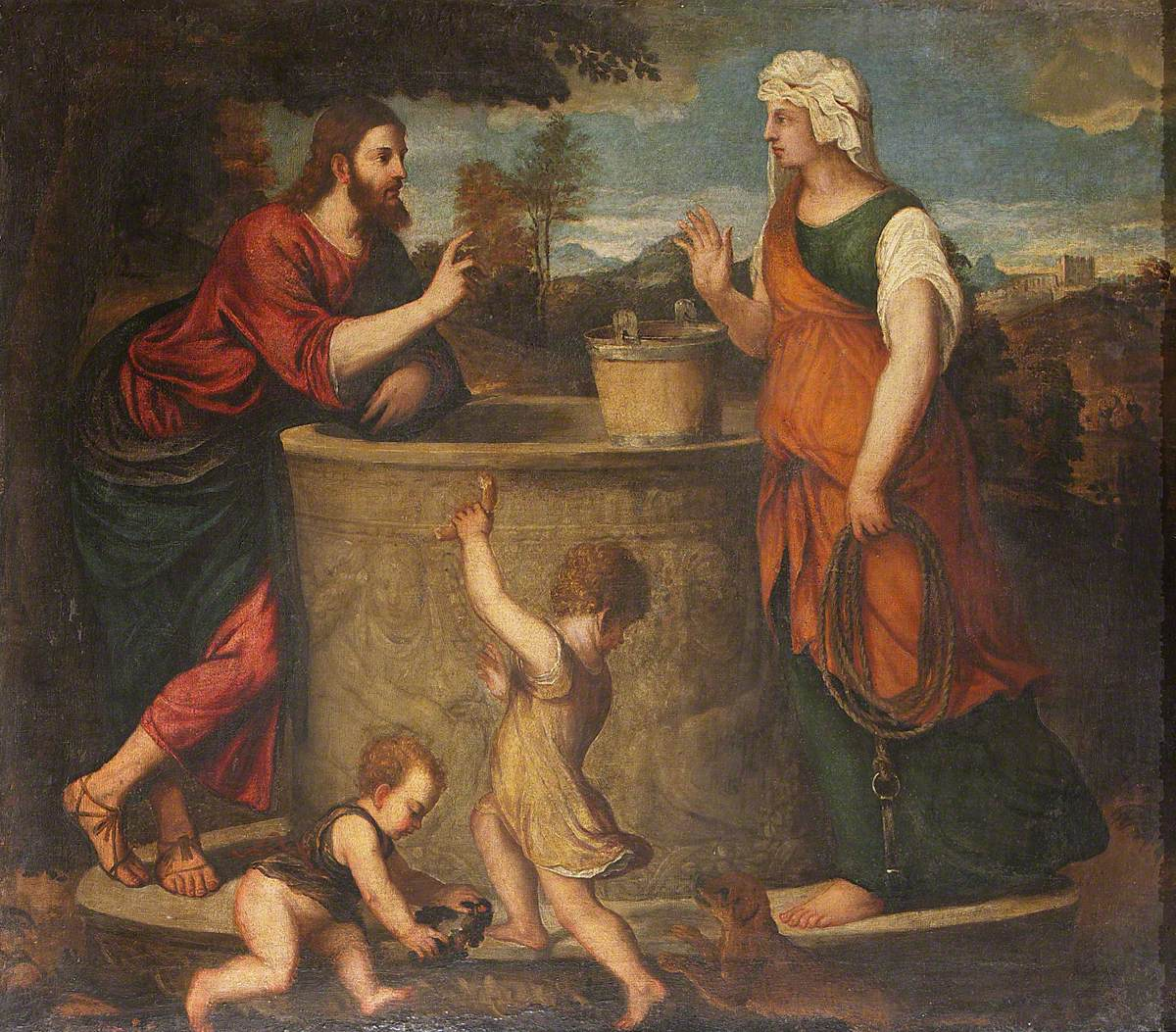
Cristo e a mulher samaritana no poço.

No Evangelho de João, algumas referências à Água, como em João 4:15, tradicionalmente identificam a "Água da Vida" com o Espírito Santo.
As passagem em João 4:10–26, que contempla o episódio conhecido como a "samaritana no poço", é geralmente conhecida como "Discurso sobre a Água da Vida" . Este discurso é o segundo de sete que se emparelha, no Evangelho de João, com os sete sinais representados neste evangelho.
Outro discurso, conhecido como discurso do Pão da Vida, aparece em João 6:22–59. Tomados individualmente, cada um deles representa um exemplo chave do "discurso sobre um tema" no Evangelho de João. Além disso, os dois discursos se complementam para formar um tema mais amplo, o de "Cristo como Vida".
De acordo com W. E. Vine, este tema de "Cristo como a Vida" se relaciona com João 5:26, onde Jesus afirma: "Pois assim como o Pai tem vida em si mesmo, assim também deu ele ao Filho ter vida em si mesmo.", o que reforça a afirmativa de que Jesus teria o poder de dar a vida baseado na sua relação com o Pai Eterno .